# Fundadores de São Paulo
Fundadores de São Paulo (tạm dịch: Những vị đấng sáng lập São Paulo) là một tượng đài nằm ở khu phố Vila Mariana của São Paulo, Brazil. Tác phẩm được tạc bởi nhà điêu khắc người Brazil Luis Morrone nhằm vinh danh những vị thuỷ tổ có công sáng lập thành phố. Tượng đài được khánh thành vào ngày 25 tháng 1 năm 1963 sau 10 năm xây dựng.

## Mô tả
Tượng đài được điêu khắc bởi Luis Morrone, có vị trí nằm trên phố Nábia Abdala Chohfi, ở góc Đại lộ Sargento Mario Kozel Filho, gần R. Manoel da Nóbrega, trong khu phố Vila Mariana của São Paulo, Brazil. Tác phẩm điêu khắc này nằm giữa Nhà thi đấu Ibirapuera và Đài tưởng niệm Bandeiras. Tượng đài nằm ở phía trước Palácio 9 de Julho, nhưng ban đầu được đặt gần Praça da Sé cho đến những năm 1970.
Có chín nhân vật tượng đồng được điêu khắc trong tác phẩm, trong đó có 3 nhân vật mang vai trò tôn giáo (Manuel da Nóbrega, José de Anchieta và Manuel de Paiva), 2 nhà thám hiểm người Bồ Đào Nha (Martim Afonso de Souza và João Ramalho) và 3 người bản xứ (Bartira, Tibiriçá và cậu bé Curumim). Nhân vật thứ chín là một em bé nằm trong lòng Bartira không được xác định rõ danh tính. Một cây thánh giá được đặt ở trung tâm nhằm đề cập đến tôn giáo chủ yếu của thành phố là Công giáo. Hai tấm bảng trên bệ đá hoa cương đại diện cho quần chúng nhân dân đầu tiên ở São Paulo và sự thành lập của São Vicente.
Phần chính của tượng đài được làm bằng đồng và đá hoa cương có kích thước 4,2 m × 1,7 m × 3,7 m (13,8 ft × 5,6 ft × 12,1 ft), nằm trên một bệ đá cũng làm từ đá hoa cương có kích thước 1,05 m × 5,3 m × 7,4 m (3,4 ft × 17,4 ft × 24,3 ft). Cây thánh giá ở vị trí trung tâm có chiều cao 2 mét (6,6 ft).

## Lịch sử

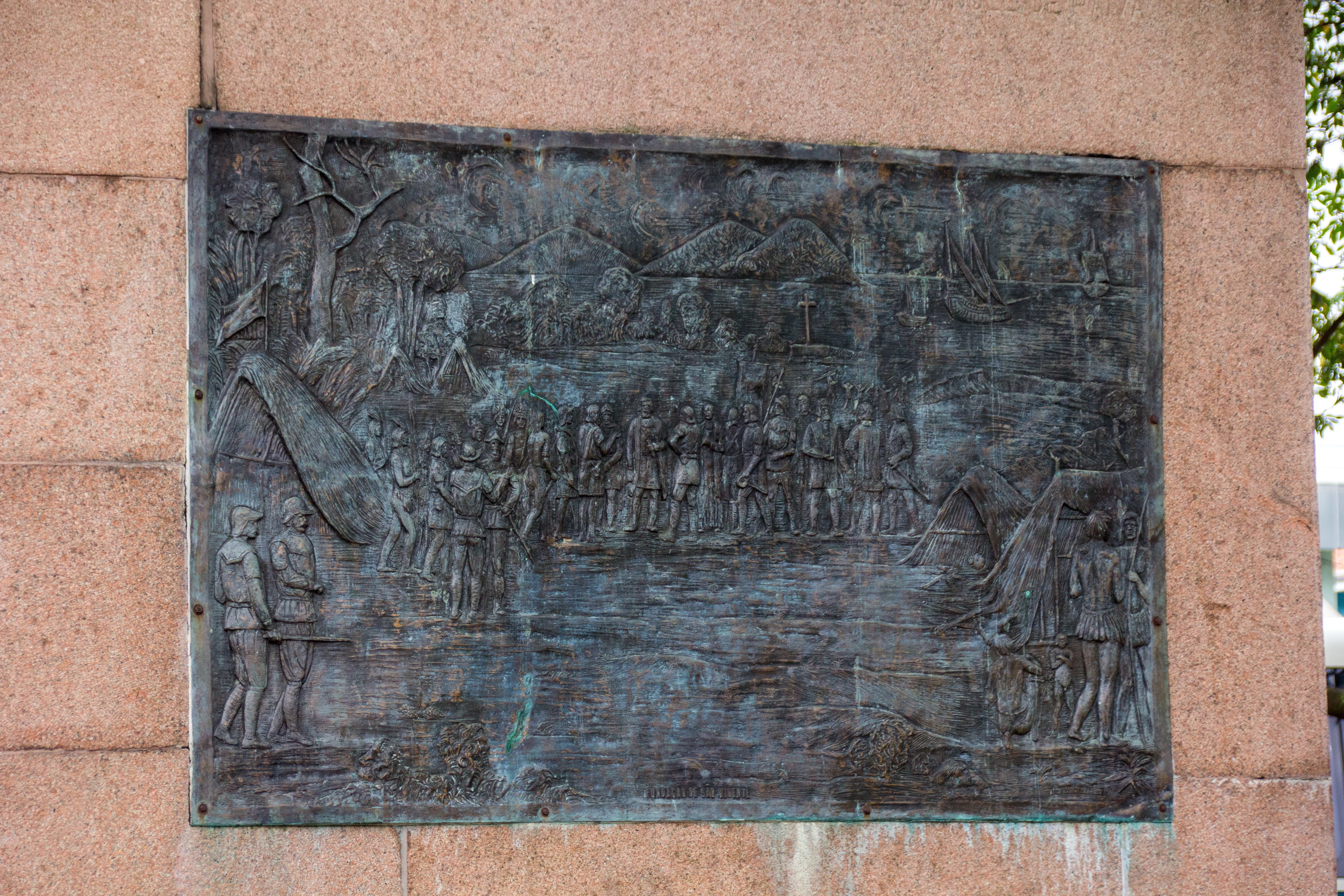
Tấm bảng còn sót lại thể hiện sự thành lập của São Vincente

Việc xây dựng tượng đài bắt đầu bằng việc đặt viên đá nền vào ngày 18 tháng 10 năm 1952 và được hoàn thành vào năm 1962. Tác phẩm được khánh thành vào ngày 25 tháng 1 năm 1963 vào ngày kỷ niệm thành lập thành phố.
Tấm bảng tượng trưng cho quần chúng nhân dân đầu tiên đã bị lấy trộm vào năm 2004. Và vì không có bức ảnh nào chụp lại tấm bảng này, nó đã được thay thế bằng một tấm bảng tạm thời ghi lại vụ trộm. Ít nhất kể từ năm 2016 dường như không còn cây thánh giá nào ngoại trừ cây thánh giá đang đặt ở vị trí giữa.